# Apolo Ohno
Apolo Anton Ohno (pronunție în engleză [əˈpɒloʊ ˈæntɒn ˈoʊnoʊ]; n. 22 mai 1982, Seattle, Washington, SUA) este un patinator american competitor în cursele de patinaj viteză pe pistă scurtă (cunoscute și sub denumirea din limba engleză short track), câștigător a opt medalii olimpice (două de aur, două de argint și patru de bronz). Este sportivul cu cele mai multe medalii obținute la Jocurile Olimpice de iarnă din istoria Statelor Unite.
Crescut de tatăl său, Ohno a început antrenamentele temeinic în 1996. A devenit reprezentativ și a fost liderul curselor de short track din Statele Unite încă de la câștigarea primei sale medalii de aur la Jocurile Olimpice de iarnă din 2002. La vârsta de 14 ani, el devine cel mai tânăr campion național al Statelor Unite, în 1997, titlu pe care îl deține continuu din anul 2001 și pe care l-a cucerit de 12 ori. În decembrie 1999, Apolo Ohno devine cel mai tânăr patinator care câștigă un titlu de Cupă Mondială și devine primul american ce câștigă titlul de Cupă Mondială la total (în 2001, apoi în 2003 și 2005). De asemenea, Ohno cucerește și primul său titlu de campion mondial în anul 2008.
Pe durata Olimpiadei de iarnă din 2002, au existat două controverse asociate cu Ohno. Prima lucru care i s-a reproșat lui Ohno a fost acela că ar fi pierdut intenționat prima poziție din runda de calificare pentru olimpiadă, clasându-se al treilea, pentru a-i permite lui Shani Davis să prindă un loc în echipa olimpică a Statelor Unite. Cea de-a doua controversă este legată de câștigarea de către patinatorul american a cursei de 1500 de metri de la Olimpiadă după descalificarea patinatorului sud-coreean Kim Dong-Sung, care a trecut primul linia de sosire, pe motivul blocării lui Ohno. Blocajele și obstrucțiile sunt des întâlnite în cursele de short track, descalificările fiind frecvente. Incidentul a produs reacții negative din partea suporterilor sud-coreeni, reputația lui Ohno având de suferit în Coreea de Sud.
Printre distincțiile și realizările lui Ohno se numără și numirea sa drept Atletul Lunii de către Comitetul Olimpic al Statelor Unite în octombrie 2003 și martie 2008, Atletul American al Anului în Patinajul Viteză în anul 2003 și a fost finalist al Premiului Sullivan în anii 2002, 2003 și 2006, premiu acordat anual celui mai bun atlet amator din Statele Unite. Obținând recunoaștere sportivă deplină, Ohno activează și ca orator motivațional și filantrop, a dezvoltat o afacere cu suplimente nutriționale denumite 8 Zone iar în 2007 a participat și a câștigat emisiunea concurs de tip reality-show Dancing with the Stars.

## Copilăria
Ohno s-a născut în Federal Way, Washington; tatăl său este de naționalitate japoneză, Yuki Ohno (大野 幸 Ōno Yuki?) iar mama sa americancă, Jerrie Lee. Părinții lui Ohno au divorțat pe când era foarte mic, el rămânând în grija tatălui care l-a crescut în Seattle. Ohno își întâlnea mama sa biologică foarte rar iar acesta și-a exprimat în 2002 interesul mult prea scăzut de a o cunoaște pe ea sau pe fratele său vitreg mai mare. Tatăl lui Ohno, hair stylist și proprietar al salonului de coafură Yuki's Diffusion, lucra adesea în ture de câte 12 ore și, fără alte rude în Statele Unite, a reușit cu greu să acorde echitabil timp carierei profesională și familiei. Tot tatăl a fost cel care a ales numele Apolo formându-l din cuvintele grecești „Ap,” tradus prin „ferește-te de/evită” și „lo”, care înseamnă „ai grija, sosește”.
Pe când Ohno era foarte mic, tatăl său a studiat cu meticulozitate cursuri de îngrijire a copiilor pentru a putea oferi fiului său atenția și grija necesară în timpul lungilor sale ore de lucru. Pe măsură ce Ohno a crescut, tatăl a devenit tot mai preocupat și îngrijorat că micuțul viitor campion mondial ar putea deveni un copil neglijat, astfel că l-a înscris la înot de performanță și patinaj viteză pe role (4 role dispuse în perechi pe câte un ax) la vârsta de 6 ani iar mai târziu la patinaj viteză cu role în linie, pentru a umple acestuia timpul liber. Rutina zilnică a lui Ohno presupunea antrenamente de înot dimineața urmate de școală și, în final, antrenamente de patinaj efectuate după-amiază.
La 12 ani, Ohno a câștigat campionatul statului Washington la înot fluture dar a preferat patinajul viteză cu role în linie în detrimentul înotului. Pasiunea sa reiese chiar din declarațiile sale, Ohno declarând că la vârsta de 13 ani concura cu adversari mai mari atunci când nu avea competiții la sfârșit de săptămână. La rândul său, tatăl lui Apolo a declarat că a făcut eforturi pentru a menține echilibrată dorința de independență a fiului său în timp ce se străduia să-i ofere ajutor pentru atingerea potențialului maxim ca tânăr atlet.

## Cariera

### Debutul
La vârsta de 12 ani, Ohno a devenit interesat de patinajul viteză pe pistă scurtă după ce a văzut această disciplină sportivă la Jocurile Olimpice de iarnă din 1994 de la Lillehammer. Yuki Ohno, tatăl său, a capitalizat acest interes ducându-l la competiții de short track desfășurate în nord-vestul Statelor Unite și în Canada iar Apolo a câștigat câteva dintre ele la categoria sa de vârstă. Yuki și-a dorit apoi să îl încurajeze în dezvoltarea talentului său și, deși Apolo nu avea încă vârsta minimă cerută, a fost admis la Centrul Olimpic de Antrenament Lake Placid în 1996 pentru un program complet de antrenament pentru cursele de short track. La 13 ani, Ohno a devenit cel mai tânăr patinator admis vreodată în acest centru.
La început, implicarea lui Ohno în pregătirea de la Lake Placid a fost mică ceea ce i-a determinat pe colegii săi să-i atribuie porecla „Chunky”; dar acest fapt l-a motivat să se antreneze mai temeinic. În ianuarie, Apolo eșuează în tentativa de a prinde un loc în echipa de juniori a Statelor Unite. dar viitorul campion își ajustează programul de antrenament și gustă succesul câștigând la total titlul de campion al Statelor Unite la seniori în 1997 cu o medalie de aur la 1500 m, una de argint la 300 m și locul 4 în cursele de 500 de m. La vârsta de 14 ani, el devenea cel mai tânăr sportiv care cucerea acest titlu. Ohno și-a schimbat apoi locul de antrenament la Centrul Olimpic de Antrenament Colorado Springs și a început să se pregătească alături de patinatori din lotul de seniori, în ciuda vârstei sale de doar 14 ani.
Totuși, Ohno cunoaște eșecul la Campionatul Mondial din 1997 de la Nagano, Japonia, terminând al 19-lea la total. După dezamăgirea produsă de această înfrângere la prima sa apariție la un campionat mondial, Ohno se întoarce acasă, în Seattle. Nu se va mai antrena din aprilie până în august 1997 astfel că va crește în greutate și era slab pregătit pentru Jocurile Olimpice de iarnă din 1998 de la Nagano. Drept consecință, Apolo termină ultimul în probele de calificare pentru Olimpiadă și nu prinde echipa olimpică a Statelor Unite. Eșecul de la Campionatul Mondial și ratarea calificării pentru Olimpiadă îl vor determina pe Ohno să se perfecționeze pornind de la un nivel mai apropiat de abilitățile sale din acel moment; renunță la centrul din Colorado și se întoarce la Lake Placid unde reia pregătirea de patinaj viteză de la nivel de juniori.
La Campionatul Mondial de Juniori din 1999, Ohno cucerește locul 1 la total clasându-se primul în cursele de 1000 și 1500 de metri și câștigând argintul la 500 m. În același an va cuceri și cel de-al doilea său titlu de campion al Statelor Unite la seniori precum și medalia de argint în proba de 500 m de la Campionatele Mondiale, terminând pe locul 4 la total. În 2000, Ohno nu reușește să își apere titlul la Campionatele Statelor Unite clasându-se al treilea la total iar la Campionatele Mondiale va ocupa poziția a noua. Sezonul 2000-2001 aduce însă lui Ohno primul său titlu de Cupă Mondială, recucerește titlul de campion național și termină al doilea la total la Campionatul Mondial, pierzând în fața patinatorului chinez Li Jiajun.

### Jocurile Olimpice de iarnă din 2002
În decembrie 2001, în timpul calificărilor în probele de patinaj viteză pe pistă scurtă ale Statelor Unite pentru Olimpiada de la Salt Lake City din 2002, patinatorul Shani Davis concura pentru obținerea unui loc în echipa națională de short track. Apolo Ohno și patinatorul Rusty Smith erau deja calificați având fiecare un loc asigurat în echipa de 6 oameni la care Statele Unite aveau dreptul pentru Olimpiadă, datorită punctajelor pe care cei doi le realizaseră în cursele anterioare. Pentru ca Davis să se califice el trebuia să termine această ultimă cursă - cea de 1000 m - pe prima poziție surclasând mai puternicii patinatori Ohno, Smith și Ron Biondo. Din moment ce Apolo Ohno dominase categoric până în acest moment, câștigând toate cursele anterioare la care participase, victoria lui Davis părea destul de improbabilă.
Totuși, deși Ohno, Smith și Biondo erau favoriții principali la câștigarea cursei de 1000 de m, proba s-a încheiat cu clasarea lui Ohno pe trei, Smith al doilea iar Davis câștigător. Înainte de a trece linia de sosire, Ohno începuse să sărbătorească pentru Davis și Smith. Clasarea lui Davis pe primul loc în această probă i-au asigurat sportivului suficiente puncte pentru a-l depăși pe Tommy O'Hare în clasamentul final pe puncte și să prindă locul șase, ultimul care întregea echipa olimpică a SUA. De asemenea, terminând proba pe locul doi, Smith obținea la rândul său șansa de a participa la cursa individuală de 1000 m. Celebrarea victoriei a fost scurtă pentru că imediat au apărut zvonuri că Ohno și Smith, ambii buni prieteni cu Davis, au pierdut intenționat pentru a-l avantaja pe Davis.
După întoarcerea în Colorado Springs, O'Hare, care nu concurase în acea cursă de 1000 m, a înaintat o contestație formală. Contestația se baza pe faptul că Ohno l-a blocat aparent deliberat pe Biondo în încercarea acestuia de a-l depăși pe Smith. Din cauza acestui blocaj asupra lui Biondo, Smith ar fi încheiat cursa pe locul doi iar Davis primul. Timp de trei zile, Ohno, Smith și Davis au compărut în fața unei comisii de arbitraj a Comitetului Olimpic al Statelor Unite ale Americii. Pe timpul audierilor, Davis nu a fost vreodată acuzat a fi în culpă iar Smith a declarat: 
„Orice afirmație că ar fi fost un aranjament, conspirație sau înțelegere între mine și Apolo sau altcineva, pentru a-l favoriza pe Shani la câștigarea cursei, este complet falsă. Shani este un mare sportiv, a făcut o cursă mare și merită să fie în echipă.”
 Verdictul final a fost că acuzațiile lui O'Hare nu sunt dovedite, toți cei trei au fost absolviți de vină iar acuzațiile respinse. După decizie, Ohno a declarat:
„Sunt încântat că procesul de arbitraj m-a absolvit oficial de orice vină... Așa cum am spus încă din momentul lansării lor, aceste acuzații sunt false iar eu nu am făcut nimic greșit.”

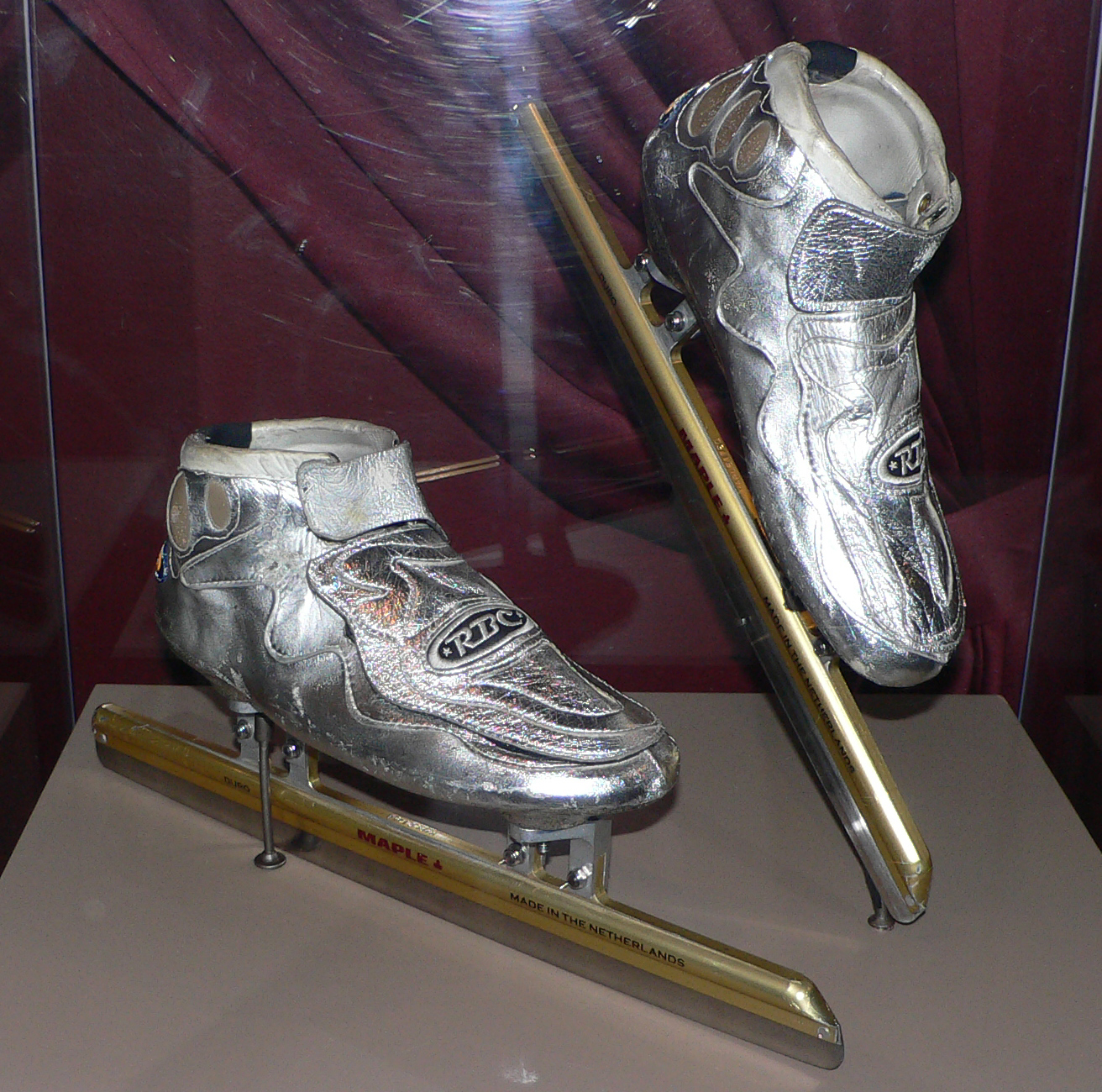
Patinele utilizate de Ohno la Jocurile Olimpice de iarnă din 2002 sunt păstrate la Institutul Smithsonian. Aceste patine-model au o culoare argintiu metalizat iar lamele sunt aurii și mai lungi decât modelele propriu-zise. Sunt conservate intr-o vitrină din sticlă iar în fundal se observă o cortină burgundă.

 La jocurile Olimpice de iarnă din 2002 din Salt Lake City, Utah, Ohno a devenit în ochii suporterilor americani drept cel mai reprezentativ sportiv al Statelor Unite din proba de patinaj viteză pe pistă scurtă. El a fost medaliat în două probe dar a existat o controversă asociată cu rezultatul uneia precum și în altele în care Ohno nu a câștigat.
După ce a fost descalificat în proba de 500 m, Apolo a concurat în proba de 1000 de metri și conducea plutonul patinatorilor. În timpul unuia din virajele finale ale probei, Ohno, Ahn Hyun Soo, Li Jiajun și Mathieu Turcotte, patru din cei cinci concurenți, au căzut în urma unei serii de coliziuni. Ultimul sportiv rămas în picioare era Steven Bradbury, din Australia, care se afla mult în spate în acel moment și care a sprintat pe lângă adversarii căzuți câștigând medalia de aur și devenind primul sportiv din emisfera sudică ce a câștigat o medalie de aur la Jocurile Olimpice de iarnă. Ohno s-a ridicat rapid și a trecut linia de sosire cucerind argintul în vreme ce Turcotte a câștigat medalia de bronz.
În cursa de 1500 m, Ohno a cucerit medalia de aur. În timpul cursei, sud-coreeanul Kim Dong-Sung a trecut primul linia de sosire dar a fost descalificat pentru că l-a blocat pe Ohno, o violare a regulii denumite cross tracking (încrucișarea este obstrucția prin blocare a patinatorului care, beneficiind de o viteză superioară în acel moment, încercă să depășească; se pedepsește prin descalificarea concurentului care săvârșește blocarea). Cu trei tururi rămase și aflat în poziția secundă, Ohno a încercat să treacă de liderul Kim care a deviat spre interior pe trasa de depășire a patinatorului american. Drept rezultat, Ohno a ridicat brațul, semnal că a fost blocat. Fabio Carta din Italia, clasat pe locul patru la finalul cursei, și-a exprimat dezaprobarea față de descalificarea lui Kim declarând că a fost „absurdă descalificarea sportivului din Coreea”. Jiajun Li, din China, care a promovat la medalia de argint de la cea de bronz, a fost mai rezervat și a păstrat o poziție de neutralitate:
„ Respect decizia arbitrilor, nu voi spune nimic mai mult.”
Steven Bradbury, medaliatul cu aur din proba de 1000 m, și-a exprimat la rândul său public punctul de vedere relativ neutru:
„Chiar dacă Dong-Sung a încrucișat suficient pentru a fi numită obstrucție, nu știu... este evident că s-a mișcat în lateral un pic. Ține de interpretarea arbitrilor. Mulți oameni vor spune că a fost corect și mulți vor spune că a fost greșit. Am mai văzut astfel de incidente iar protagoniștii nu au fost sancționați. Dar am văzut și unele în care au fost.”

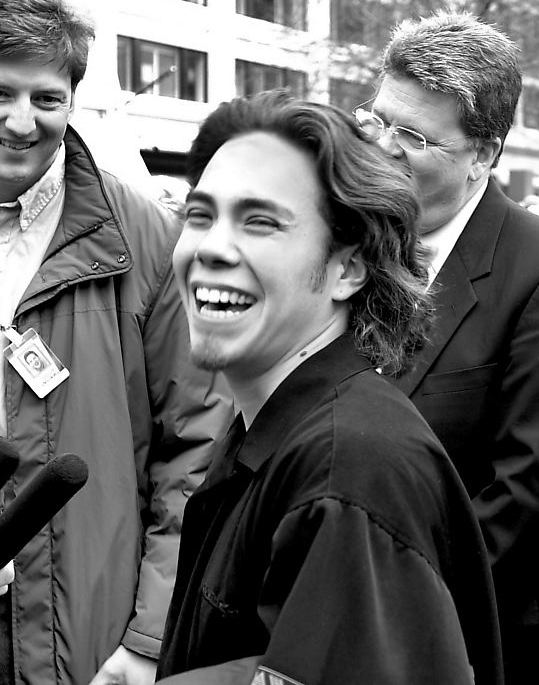
Ohno în Seattle, Washington, la scurt timp după Olimpiada de iarnă 2002. Fotografie alb-negru în care Ohno apare înconjurat de reporteri.

Delegația Coreei de Sud a protestat imediat la auzul deciziei oficialilor de cursă dar contestațiile au fost respinse de Uniunea Internațională de Patinaj (ISU). Delegația coreeană a apelat apoi la Comitetul Olimpic Internațional (IOC) și la Curtea de Arbitraj Sportiv(CAS). IOC a refuzat analiza litigiului sportiv declarând:
„Această chestiune este de competența ISU. La acest moment, Comitetul Olimpic Internațional nu a primit nicio propunere și nu va acționa în niciun fel.”
CAS a fost de partea oficialilor de cursă susținând că „nu există nicio dispoziție în regulamentul de short-track prin care să se răstoarne prin apel o decizie a arbitrilor” după ce echipa coreeană a cerut să fie reexaminată înregistrarea video pentru a se determina dacă a fost sau nu o încălcare a regulamentului.
Descalificarea a supărat foarte tare suporterii sud coreeni, mulți dintre aceștia orientându-și furia asupra lui Ohno și a Comitetului Olimpic Internațional. Un mare număr de e-mailuri de protest împotriva rezultatului cursei au rezultat în blocarea serverului Comitetului Olimpic și mii de scrisori acuzatoare, unele conținând mesaje de amenințare, au fost trimise lui Ohno si comitetului. Ohno și-a exprimat gandurile și sentimentele care îl încercau la reacția ostilă a suporterilor coreeni:
„Am fost foarte deranjat. Am crescut înconjurat de multe culturi asiatice, cea coreeană printre ele. Mulți dintre prietenii mei erau coreeni. Chiar nu înțelegeam. Mai târziu am realizat că era un grup precis de oameni care mă viza îndreptându-și asupra mea energia negativă, printre alte lucruri care nu rezultau numai din sport dar și din zona politicului punându-mă pe un piedestal și apoi folosindu-mă ca pe un sentiment anti-american.”
Mai târziu, în același an, președintele George Bush a numit Coreea de Nord ca una din cele trei țări membre ale Axei Răului, lucru ce a deranjat și mulți sud coreeni; direcționarea nemulțumirilor către Ohno era o metodă indirectă de dezaprobare a declarației prezidențiale. Controversele au continuat și la Campionatul Mondial de Fotbal 2002 găzduit de Coreea de Sud și Japonia, la luni bune după Olimpiadă. Când echipa Coreei de Sud a înscris împotriva echipei de fotbal a Statelor Unite, jucătorii coreeni Ahn Jung-Hwan și Lee Chun-Soo au executat mișcări exagerate imitând mișcarea cu brațul prin care Ohno a semnalizat obstrucția adversarului care i-a blocat culoarul.

### După Salt Lake
Ohno a continuat să exceleze sportiv obținând în continuare rezultate notabile și după Olimpiada de iarnă din 2002. A refuzat participarea la Cupa Mondială desfășurată în 2003 în Coreea din motive de securitate. În ciuda absenței, el a reușit cu succes să își apere titlul de cupă mondială de-a lungul sezonului 2003 continuându-și dominația prin câștigarea titlului din nou și în sezonul 2004.

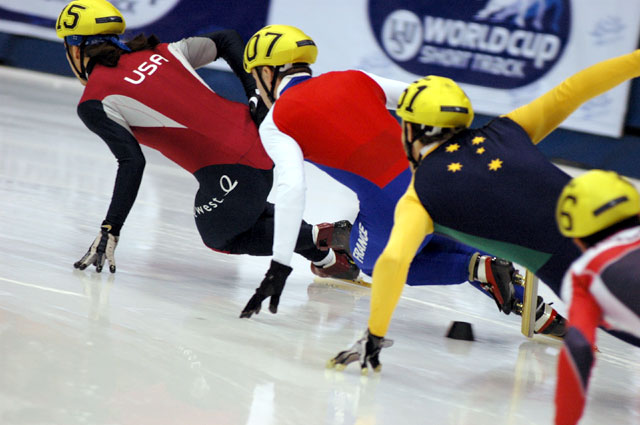
Ohno în fruntea plutonului de concurenți din proba de 500 m de Cupă Mondială din 2004.

Chiar la primul eveniment competițional din 2005, etapa de Cupa Mondială desfășurată în China, Ohno și-a luxat grav glezna și a fost nevoit să se retragă. La a doua etapă, cea din Coreea de Sud, aproximativ 100 de membri ai forțelor de ordine au supravegheat intrarea Aeroportului Internațional Incheon pentru a preîntâmpina eventualele probleme de securitate la adresa lui Apolo Ohno principalul motiv de îngrijorare constituindu-l persistența reacțiilor ostile după descalificarea controversată a patinatorului coreean din 2002.
Ohno a câștigat două medalii de aur precum și titlul la total, în ciuda unor probleme stomacale manifestate pe parcursul competiției și a fost surprins de reacția spectatorilor coreeni care au salutat și aclamat victoriile sale: „Am fost foarte fericit de reacția mulțimii care fost pozitivă încă de la aterizare. Am fost foarte fericit că nu a fost ostilă și că totul a decurs fluent. Cu toții am fost bucuroși.” Dar Ohno nu a reușit să iși apere titlul precum în precedentele trei sezoane de Cupă Mondială, clasându-se al treilea în clasamentul final la total. La Campionatul Mondial din 2005 a terminat al doilea la total, câștigând probele de 1000 și 3000 de metri.

### Jocurile Olimpice de iarnă din 2006
La Jocurile Olimpice de iarnă din 2006 desfășurate la Torino, Italia, Ohno ratează calificarea în finala de la 1500 m evoluând slab în seria sa semifinală. Încheind al cincilea, campionul american nu a reușit să își apere medalia de aur obținută în 2002. Reușește să obțină medalia de bronz la 1000 m, sosind după patinatorii coreeni Ahn Hyun Soo și Lee Ho-suk.
După reluarea probei în urma unui start fals al altui competitor, Ohno câștigă medalia de aur la 500 m, probă în care a avut un start exploziv apoi și-a menținut poziția de lider până la finalul cursei. Deși au existat critici că s-ar fi mișcat înainte de start, o violare a regulamentului, startul cursei a fost validat de către arbitrii oficiali. După aceea, Ohno a declarat: `Am fost exact pe moment. Am crezut că m-am încadrat perfect pe clipa de start. Toate starturile din acea zi au fost extrem de rapide, de aceea au și fost atâtea starturi false la început. Dar ăsta a fost un lucru pozitiv pentru mine.”
În aceeași zi în care a câștigat aurul la 500 m, Apolo câștigă și medalia de bronz în proba de 5000 m ștafetă, reușită după ce Ohno trece de patinatorul Italiei Nicola Rodigari în ultimul schimb ducând Statele Unite pe poziția a treia. Mai târziu, în timpul ceremoniilor de premiere, membrii echipelor Coreei de Sud și ai Statelor Unite s-au îmbrățișat și au făcut împreună fotografii de grup reprezentând medaliații.

### Pauza post-olimpică și revenirea în activitatea sportivă
La finalul Olimpiadei din 2006, Ohno a făcut o pauză de un an în activitatea competițională, pentru a reveni însă și a câștiga cel de-al optulea său titlu de campion national clasându-se primul în fiecare etapă a Campionatelor Naționale ale Statelor Unite, desfășurate între 23-25 februarie. La data de 26 aprilie 2007, Apolo Ohno a fost inclus în Asian Hall of Fame (Muzeul Celebrităților Asiatice) și i s-a conferit un premiu care onorează realizările sportivilor americani de origine asiatică.
La 9-11 martie 2007, a participat la Campionatul Mondial de short trak ținut în Italia, la Milano, unde a câștigat medalia de aur la 1500 m în urma descalificării lui Song Kyung-Taek, care a blocat o încercare de depășire a lui Ohno. A mai cucerit medalii de bronz în probele de 1000 m, 3000 m precum și la 5000 m ștafetă alături de colegii săi de echipă Jordan Malone, Travis Jayner și Ryan Bedford. Datorită reușitelor, el devine medaliat cu bronz și la total, în urma lui Charles Hamelin (argint) și Ahn Hyun Soo, primul sportiv care a devenit campion mondial de cinci ori.
La 24 decembrie 24 2007, în Kearns, Utah, Ohno câștigă al nouălea titlu de campion nașional, terminând primul în probele de 1000 și 1500 m. De asemenenea, Ohno a terminat primul proba de 500 m dar a fost descalificat pentru blocaj iar în cursa de 3000 de metri s-a clasat al doilea. La Campionatele Mondiale din 2008 din Gangneung, Coreea de Sud, Ohno câștigă primul său titlu la total după clasările pe prima poziție la 500 m, a doua poziție la 1000 m și a treia în cursa de 3000 de metri. I-a învins pe sportivii sud coreeni Lee Ho-Suk, medaliat cu argint, și Song Kyung-Taek clasat al treilea în clasamentul pe puncte. În anul 2009, Ohno cucerește și cel de-al 10-lea titlu național și se califică pentru mondiale unde, însă, nu își va putea apăra titlul încheind al cincilea în clasamentul general pe puncte al Campionatelor Mondiale de patinaj viteză pe pistă scurtă din 2009 ținute la Viena, Austria, cu un argint la 1000 m și aur în proba de ștafetă 5000 m.

### Jocurile Olimpice din 2010
Pentru a se pregăti pentru Jocurile Olimpice de iarnă din 2010, Ohno a slăbit mai bine de 9 kilograme față de greutatea pe care o avea la Olimpiada din 2002. A coborât la 65,7 kg cu un procent de 2,5% grăsime îndurând timp de cinci luni un program de antrenament cu 3 etape zilnice combinat cu un program nutrițional strict. Drept rezultat, Ohno putea ridica dublul greutății maxime pe care o putea ridica anterior programului de antrenament. Legat de regimul draconic de pregătire la care s-a supus, Ohno a declarat:
„La aceste jocuri niciun sportiv nu va fi mai atletic decât mine. Nu are cum. Dacă pot să transpun pe gheață [forma fizică] și să nu mă simt confortabil, asta e o altă poveste. Dar eu stiu că cel puțin din punct de vedere al formei fizice nimeni nu este nici măcar pe-aproape... Nu m-am mai pregătit astfel niciodată — pentru nimic. Am de gând sa nu ratez nimic, să nu las vreo medalie.”
În timpul Calificărilor Naționale ale Statelor Unite pentru Olimpiadă desfășurate între 8 și 12 septembrie 2009 în Marquette, Michigan, Ohno și-a apărat titlul de campion național și a încheiat pe prima poziție în clasamentul general câștigând probele de 500 m, 1000 m și 1500 m. Totuși, în contratimpul de calificare pentru finala la 1000 de metri, Ohno a sosit al doilea, după patinatorul J. R. Celski, în ciuda recordului personal de 1:23,981 față de 1:24,500 al lui Celski. Celski, care avea să termine al doilea în clasamentul general și conducea la puncte în acel moment (după primele două sesiuni ale calificărilor), a fost accidentat în timpul semifinalei la 1000 m când a căzut iar lama patinei drepte i-a pătruns în piciorul stâng; nu a mai putut patina și în finala probei de 1000 m, căștigată de Ohno. Ohno a câștigat la limită proba de 500 m, depășindu-l cu doar 0,039 secunde pe Jeff Simon, clasat al doilea. Ohno, Celski, Jordan Malone, Travis Jayner și Simon Cho sunt sportivii clasați pe primele cinci locuri ale calificărilor. Mai tărziu, Ohno avea să declare despre echipa nominalizată în urma calificărilor: 
„Aceasta este cea mai puternică echipă pe care am avut-o vreodată. Am presentimente bune legate de viitoarea noastră evoluție de la Olimpiadă.”
În finala de la 1500 de metri de la Olimpiada desfășurată la Vancouver, Canada, Ohno s-a clasat al doilea după ce sportivii coreeni Lee Ho-Suk și Sung Si-Bak s-au acroșat reciproc și au fost proiectați în zidul de la marginea pistei chiar în timpul ultimei turnante a ultimului tur de pistă. În acel moment Ohno se găsea în poziția a patra iar eroarea sportivilor coreeni l-a urcat pe sportivul american în poziția medaliei de argint iar pe J. R. Celski în cea a medaliei de bronz. Medalia de aur a revenit patinatorului sud coreean Lee Jung-Su. Cu ceastă medalie olimpică, a șasea din cariera sa, Ohno egala recordul deținut de Bonnie Blair de sportiv cu cele mai multe medalii la Olimpiadele de iarnă din istoria Statelor Unite.
În sezonul 2009-2010 de Cupă Mondială al probei de 1000 m Ohno a câștigat medalia de argint la total, deși concurase în doar trei din cele patru competiții ale sezonului. La Olimpiadă s-a calificat în finala probei și a încheiat doar al treilea dar performanța a constat în revenirea lui Ohno în cursă după ce a căzut cu doar trei tururi de circuit rămase. Cu această medalie, a șaptea, devenea cel mai medaliat atlet american la Jocurile Olimpice de iarnă. Bonnie Blair, fostul deținător al recordului, s-a declarat fericit pentru reușita compatriotului său adăugând că „este o realizare deosebită pentru el, pentru patinajul american și pentru Statele Unite și că speră ca tinerii să remarce reușitele și să-și îndrepte pașii către acest sport, unul care te învață despre succesul în viață.”
În finala probei de 500 de metri, Ohno a terminat cursa pe poziția a doua, după patinatorul canadian Charles Hamelin dar a fost descalificat pentru obstrucția (impeding reprezintă împingerea, blocarea sau incomodarea vădită a altui patinator) lui François-Louis Tremblay, din Canada, în timpul ultimei turnante. Medalia de argint a ajuns la Sung Si-Bak, iar Tremblay a cucerit bronzul.
În proba de 5000 m ștafetă, echipa Statelor Unite a câștigat medalia de bronz. Echipa, în componența J. R. Celski, Simon Cho, Travis Jayner, Jordan Malone și Apolo Ohno, a ocupat poziția a patra în majoritatea perioadei desfășurării cursei. Ohno se afla în ultimul schimb, cel în care este desemnat de obicei cel mai bun sprinter. Beneficiind de o împingere puternică din partea lui Celski (în probele de ștafetă din short track predarea ștafetei se face prin atingerea și propulsarea coechipierului), cu doua tururi înainte de final, Ohno depășește concurentul reprezantând China și urca echipa Statelor Unite pe locul trei; Canada a cucerit aurul iar Coreea de Sud medalia de argint. A fost a opta medalie olimpică pentru Ohno din cariera sa.

## Viața personală

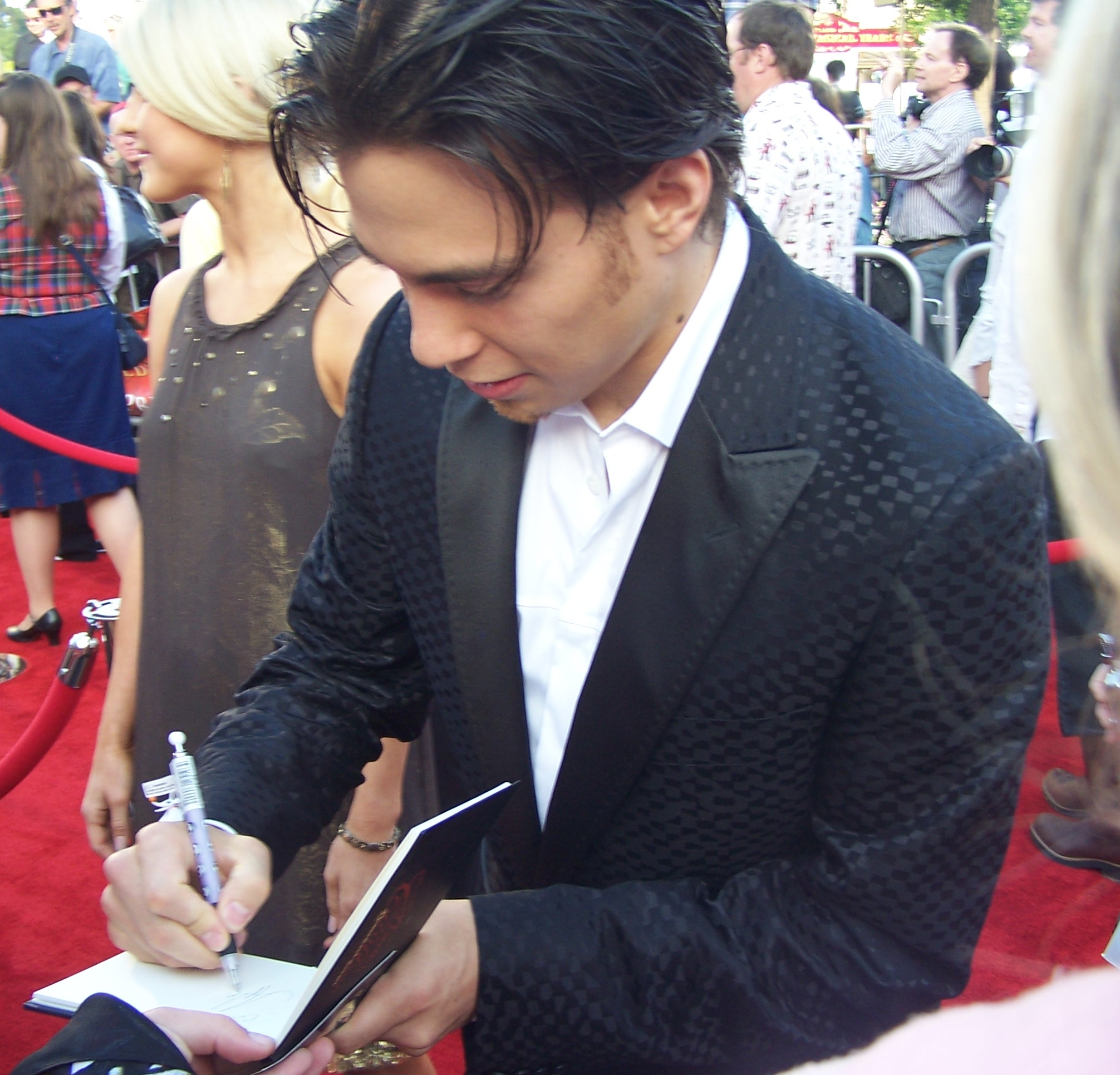
Ohno la premiera filmului Pirații din Caraibe 3.

În Statele Unite, Ohno este creditat ca fiind cea mai reprezentativă personalitate a acestui sport și cu popularizarea sa. El a declarat că i se pare extraordinar să îi fie atribuit rolul de model pentru tinerii patinatori. Consideră că nu are o așa mare influență pentru sportul pe care îl practică, mai ales comparând cu alte sporturi și personalități marcante precum Muhammad Ali, Joe Frazier sau Lance Armstrong. Antrenamentele pentru cursele de patinaj viteză pe pistă scurtă au fost principalele obiective ale vieții lui Ohno dar a fost capabil să se dedice și altor activități. A studiat managementul afacerilor la Universitatea Colorado din Colorado Springs. Crezând cu tărie în efectele benefice ale alimentației sănătoase, Ohno a lucrat alături de antrenorul sau John Schaeffer în timpul pregătirii pentru Jocurile Olimpice de iarnă din 2010 Winter Games la dezvoltarea unei afaceri cu suplimente nutriționale numite 8 Zone. Suplimentele constau în etape de câte opt ore când dozele sunt administrate. Apolo speră ca afacerea să se dezvolte și să poată deveni un viitor sponsor al unor viitoare Jocuri Olimpice.
După Olimpiada din 2010, el a creat Fundația Apolo Anton Ohno dezvoltând un parteneriat cu programul Ask, Listen, Learn (Întreabă, Ascultă, Învață) al organizației non-profit din Virginia Century Council, cu scopul descurajării consumului de alcool de către minori și de a promova stilul de viață sănătos. În completarea țelului său de promovare a alternativelor alimentare sănătoase, cu aprobarea Comisiei Cartofului a Statului Washington (Washington State Potato Commission), Ohno lucrează în 2010 la o carte de bucate alături de bucătari de top din Seattle.
De asemenea, Ohno și-a manifestat interesul de a urma o carieră în lumea divertismentului. A participat și a câștigat cel de-al patrulea sezon din Statele Unite al emisiunii concurs de tip reality show Dancing with the Stars. Interesul său pentru modă l-a propulsat în poziția de membru al juriului invitat la emisiunea concurs Project Runway în 2008 precum și o înțelegere de reprezentare a mărcii Omega, fabricantul de ceasuri de lux, în 2010. Președintele Omega, Stephen Urquhart, a declarat: `Suntem foarte mândri să ne manifestăm susținerea pentru Apolo aici, în Vancouver, și îl felicităm pentru aceste performante remarcabile. Este pregătit să scrie istoria aici și suntem încântați că este parte a familiei Omega~.
Ohno este și filantrop. A participat activ la campania inițiată de firma GAP de luptă împotriva virusului HIV în Africa prin alăturarea sa la Product Red. Jumătate din fondurile strânse în urma campaniei au fost îndreptate către The Global Fund to Fight AIDS, Tuberculosis and Malaria (Fondul Mondial pentru Lupta Împotriva SIDA, Tuberculozei și Malariei). Dincolo de colaborarile sale cu The Salvation Army și Clothes off our Back Foundations, Apolo s-a folosit de renumele său pentru a strânge fonduri pentru organizația de caritate Ronald McDonald House din Seattle după Jocurile Olimpice din 2002. A ajutat la strângerea sumei de 20.000 de dolari pentru Nikkei Concerns, un furnizor de servicii de sănătate și îngrijire pentru bătrânii japonezi care locuiesc în nord-vestul Pacificului. Mai tarziu, în același an, Ohno s-a alăturat senatorului Ted Kennedy (senator din partea statului Washington, D.C.) pentru a sublinia importanța educațională a disciplinelor stiințifice și matematicii, lansând programul „Math Moves U Hippest Homework Happening” care dădea posibilitatea elevilor să își pregătească temele pentru acasă alături de celebrități și atleți.

### Sponsori
Datorită recunoașterii, valorii și a faimei obținute în acest sport, Ohno a adunat o sumă de sponsori care include McDonald's, General Electric, Vicks și Coca-Cola. Tatăl lui Ohno, Yuki, a declarat legat de sponsori: „El nu este precum un atlet profesionist care are un contract de multe milioane de dolari cu echipa... Pentru el este absolut necesar să aibă sponsori care să plătească facturile.” Capitalizând celebritatea lui Ohno, Alaska Airlines a fost primul său sponsor major pentru Jocurile Olimpice de iarnă din 2010 și a proiectat avionul Boeing 737–800 cu imaginea acestuia inscripționată pe una din laterale.
Ohno a fost critic la adresa Federației Statelor Unite de Patinaj Viteză când s-a reușit strângerea sumei de 250.000 de dolari de la telespectatorii emisiunii The Colbert Report a televiziunii prin cablu și satelit Comedy Central pentru organizație după ce unul dintre principalii lor sponsori comerciali, banca olandeză DSB Bank, a declarat falimentul și a fost în incapacitate de a dona cei 300.000 de dolari contractuali, în noiembrie 2009. Într-un e-mail adresat revisteiTime, el scria că "a fost un pic stânjenitor că forurile conducătoare nu au putut asigura alți sponsori cu trei luni înainte de Jocurile Olimpice" dar a apreciat gazda emisiunii, prezentatorul Stephen Colbert, pentru „dorința sa de a ajuta unii dintre cei mai mari atleți ai națiunii”. Drept răsplată pentru efortul și donația emisiunii The Colbert Report, concurenții americani de la patinaj viteză pe pistă lungă și cei de la patinaj viteză pe pistă scurtă au purtat logoul "Colbert Nation" pe uniformele de la etapele de Cupă Mondială anterioare Jocurilor Olimpice de iarnă din 2010. Ohno nu a purtat acest logo pentru că avea un sponsor principal personal pentru Jocurile din 2010, Alaska Airlines, și avea obligația contractuală de a purta semnele distinctive ale acestei companii.

### Dancing with the Stars
Ohno a participat la cel de-al patrulea sezon al emisiunii concurs de tip reality show Dancing with the Stars. El a făcut pereche cu actrița, cântăreața și dansatoarea Julianne Hough apărând împreună pentru prima dată în emisiune la 19 martie 2007. Perechea a primit primul scor maxim din istoria emisiunii, 30 de puncte pentru evoluția în proba de samba la 16 aprilie 2007. Dansatorii Ohno-Hough au câștigat finala după interpretările de paso doble, rumba și o probă de hip-hop freestyle.
| Săptămâna | Dans/Cântec                                                                                 | Notele juriului                              | Notele juriului | Notele juriului | Rezultat    |
| Săptămâna | Dans/Cântec                                                                                 | Inaba                                        | Goodman         | Tonioli         | Rezultat    |
| 1 | Cha-cha-cha/ "Let's Hear It for the Boy"                                                    | 7                                            | 7               | 7               | Calificat   |
| 2 | Quickstep/ "Two Hearts (song)\|Two Hearts"                                                  | 8                                            | 9               | 9               | Calificat   |
| 3 | Jive/ "You Never Can Tell"                                                                  | 7                                            | 8               | 8               | Calificat   |
| 4 | Vals/ "If You Don't Know Me By Now"                                                         | 9                                            | 8               | 9               | Calificat   |
| 5 | Samba/ "I Like to Move It"                                                                  | 10                                           | 10              | 10              | Calificat   |
| 6 | Rumba/ "Cool"                                                                               | 9                                            | 9               | 10              | Calificat   |
| 7 | Foxtrot/ "Steppin' Out With My Baby" Mambo/ "Dr. Beat"                                      | 9                                            | 8 9             | 9 10            | Calificat   |
| 8 | Tango/ "Jessie's Girl" Paso Doble/ "Carnaval de Paris"                                      | 10                                           | 8 10            | 10              | Calificat   |
| 9 Semifinala | Quickstep/ "Mr. Pinstripe Suit" Cha cha cha/ "Push It"                                      | 10                                           | 10 9            | 10              | Calificat   |
| 10 Finala | Rumba/ "Midnight Train to Georgia" Freestyle/ "Bust a Move" Paso Doble/ "Carnaval de Paris" | 9 10                                         | 9 10            | 10              | Câștigători |
| * Calificat repretintă faptul că perechea concurentă nu a fost eliminată din concurs ca rezultat al votului și a acces în runda următoare a competiției.              |                                                                                             |                                              |                 |                 |             |
| \| Predecesor: Emmitt Smith & Cheryl Burke \| Câștigător al Dancing with the Stars împreună cu Julianne Hough 2007 \| Succesor: Hélio Castroneves & Julianne Hough \| |                                                                                             |                                              |                 |                 |             |
| Predecesor: Emmitt Smith & Cheryl Burke | Câștigător al Dancing with the Stars împreună cu Julianne Hough 2007                        | Succesor: Hélio Castroneves & Julianne Hough |                 |                 |             |